# Moreaua lepidospermatis
Moreaua lepidospermatis är en svampart som först beskrevs av Daniel McAlpine, och fick sitt nu gällande namn av Vánky 2000. Moreaua lepidospermatis ingår i släktet Moreaua och familjen Anthracoideaceae.   Inga underarter finns listade i Catalogue of Life.